# Queen II tour
Queen II tour var en konsertturné i Storbritannien och USA av den brittiska rockgruppen Queen, som pågick mellan den 1 mars och den 11 maj 1974. Bandet var under den amerikanska delen av turnén återigen förband till Mott the Hoople, de båda grupperna hade föregående år turnerat i Storbritannien tillsammans. En vecka efter att turnén påbörjats släpptes bandets andra studioalbum, Queen II. 

## Om turnén
Första konserten hölls den 1 mars i Blackpool. Konserten blev nästan inställd då fordonet som transporterade ljusutrustningen havererade några mil ifrån spelstället. Kravaller utbröt efter bandets tredje extranummer under konserten i Stirling 16 mars. Två fans och två poliser skadades och Queen fick låsa in sig själva i ett kök. På grund av detta flyttades nästföljande konsert, som skulle ha varit i Birmingham, till slutet av turnén istället.
Efter sex utsålda konserter på Uris Theatre i New York kollapsade Brian May efter en långvarig smärta i armen. Läkare fastställde senare att han fått hepatit från en vaccinationsnål då bandet reste till Australien, tidigare samma år. Resten av turnén ställdes in och Queen ersattes av det Kanadensiska bandet Kansas.

## Låtlista
Man inledde konserterna, liksom under förra turnén, med den förinspelade låten Procession. Endast två låtar var nya på bandets repertoar under denna turné: White Queen (As it Began) samt Seven Seas of Rhye, som dock bara spelades ibland. Under vissa konserter spelade gruppen också Great King Rat, See What a Fool I've Been och Bama Lama Bama Loo. Låten Hangman spelades endast under den brittiska delen av turnén.
Typisk låtlista för turnén:
1. "Procession"
2. "Father to Son"
3. "Ogre Battle"
4. "White Queen (As it Began)"
5. "Doing All Right"
6. "Son and Daughter"
7. "Keep Yourself Alive"
8. "Liar"
9. "Rock 'n' Roll medley"
"Jailhouse Rock"
"Shake Rattle and Roll"
"Stupid Cupid"
"Be-Bop-A-Lula"
"Jailhouse Rock (repris)"
10. "Big Spender"
11. "Modern Times Rock 'n' Roll"

## Datum
| Datum          | Arena                               | Stad           | Land        | Förband/Förband åt         |
| -------------- | ----------------------------------- | -------------- | ----------- | -------------------------- |
| Storbritannien |                                     |                |             |                            |
| 1 mars 1974    | Winter Gardens                      | Blackpool      | England     | Nutz                       |
| 2 mars 1974    | Friars                              | Aylesbury      | England     | Fruupp                     |
| 3 mars 1974    | Guildhall                           | Plymouth       | England     | Nutz                       |
| 4 mars 1974    | Festival Hall                       | Paignton       | England     | Nutz                       |
| 8 mars 1974    | Locarno                             | Sunderland     | England     | Nutz                       |
| 9 mars 1974    | Corn Exchange                       | Cambridge      | England     | Nutz                       |
| 10 mars 1974   | Greyhound                           | Croydon        | England     | Nutz                       |
| 12 mars 1974   | Dagenham Roundhouse                 | Dagenham       | England     | Nutz                       |
| 14 mars 1974   | Misto Hall                          | Cheltenham     | England     | Nutz                       |
| 15 mars 1974   | University of Glasgow               | Glasgow        | Skottland   | Nutz                       |
| 16 mars 1974   | University                          | Stirling       | Skottland   | Nutz                       |
| 19 mars 1974   | Winter Gardens                      | Cleethorpes    | England     | Nutz                       |
| 20 mars 1974   | University                          | Manchester     | England     | Nutz                       |
| 22 mars 1974   | The Paddocks                        | Canvey Island  | England     | Nutz                       |
| 23 mars 1974   | Links Pavilion                      | Cromer         | England     | Nutz                       |
| 24 mars 1974   | Woods Leisure Centre                | Colchester     | England     | Nutz                       |
| 26 mars 1974   | Douglas Palace Lido                 | Isle of Man    | Isle of Man | Nutz                       |
| 28 mars 1974   | University                          | Aberystwyth    | Wales       | Nutz                       |
| 29 mars 1974   | The Garden                          | Penzance       | England     | Nutz                       |
| 30 mars 1974   | Century Ballroom                    | Taunton        | England     | Nutz                       |
| 31 mars 1974   | Rainbow Theatre                     | London         | England     | Nutz                       |
| 2 april 1974   | Barbarellas                         | Birmingham     | England     | Nutz                       |
| USA            |                                     |                |             |                            |
| 16 april 1974  | Regis College                       | Denver         | USA         | Mott the Hoople, Tombstone |
| 17 april 1974  | Memorial Hall                       | Kansas City    | USA         | Mott the Hoople            |
| 18 april 1974  | Kiel Auditorium                     | Saint Louis    | USA         | Mott the Hoople            |
| 19 april 1974  | Fairgrounds Appliance Building      | Oklahoma City  | USA         | Mott the Hoople            |
| 20 april 1974  | Mid South Coliseum                  | Memphis        | USA         | Mott the Hoople            |
| 21 april 1974  | St. Bernard Parish Civic Auditorium | New Orleans    | USA         | Mott the Hoople            |
| 26 april 1974  | Orpheum Theatre                     | Boston         | USA         | Mott the Hoople            |
| 27 april 1974  | Palace Theatre                      | Providence, RI | USA         | Mott the Hoople            |
| 28 april 1974  | Exposition Hall                     | Portland       | USA         | Mott the Hoople            |
| 1 maj 1974     | Farm Arena                          | Harrisburg     | USA         | Mott the Hoople, Aerosmith |
| 2 maj 1974     | Agricultural Hall                   | Allentown      | USA         | Mott the Hoople            |
| 3 maj 1974     | King College                        | Wilkes-Barre   | USA         | Mott the Hoople            |
| 4 maj 1974     | Palace Theatre                      | Waterbury      | USA         | Mott the Hoople            |
| 7 maj 1974     | Uris Theatre                        | New York       | USA         | Mott the Hoople            |
| 8 maj 1974     | Uris Theatre                        | New York       | USA         | Mott the Hoople            |
| 9 maj 1974     | Uris Theatre                        | New York       | USA         | Mott the Hoople            |
| 10 maj 1974    | Uris Theatre                        | New York       | USA         | Mott the Hoople            |
| 10 maj 1974    | Uris Theatre                        | New York       | USA         | Mott the Hoople            |
| 11 maj 1974    | Uris Theatre                        | New York       | USA         | Mott the Hoople            |

## Medverkande
- Freddie Mercury - sång, piano, tamburin
- Brian May - gitarr, kör
- Roger Taylor - trummor, kör
- John Deacon - bas